# Кастріот Ісламі
Кастріот Ісламі (алб. Kastriot Islami; нар. 18 серпня 1952, Тирана) — албанський політик і фізик.

## Біографія
Закінчив фізичний факультет Університету Тирани. Він продовжив навчання в Університеті Париж XI, у 1985 році він захистив докторську дисертацію в галузі атомної фізики. Аспірант в Університеті Гіссена. У липні 1999 року, отримав звання професора.
На парламентських виборах у 1991 році вперше отримав депутатський мандат. У період з 17 липня 1991 по 6 квітня 1992 він був головою Народних зборів Албанії, будучи фактичним главою держави. Після відставки з посади президента Раміза Алії (3 липня 1992), Ісламі протягом трьох днів займав цю посаду до обрання Салі Беріши. Вийшовши зі складу керівництва Демократичної партії повернувся до влади у 1997 році, отримав посаду державного міністра в уряді Башкіма Фіно. У період з квітня по вересень 1998 обіймав посаду заступника прем'єра в уряді на чолі з Фатосом Нано. Повернувся в уряд у лютому 2002 року, ставши міністром фінансів, а з грудня 2003 по вересень 2005 — міністр закордонних справ.